# Atriplex gardneri
Atriplex gardneri är en amarantväxtart som beskrevs av William Aiton. Atriplex gardneri ingår i släktet fetmållor, och familjen amarantväxter.

## Underarter
Arten delas in i följande underarter:
- A. g. falcata
- A. g. utahensis

## Bildgalleri

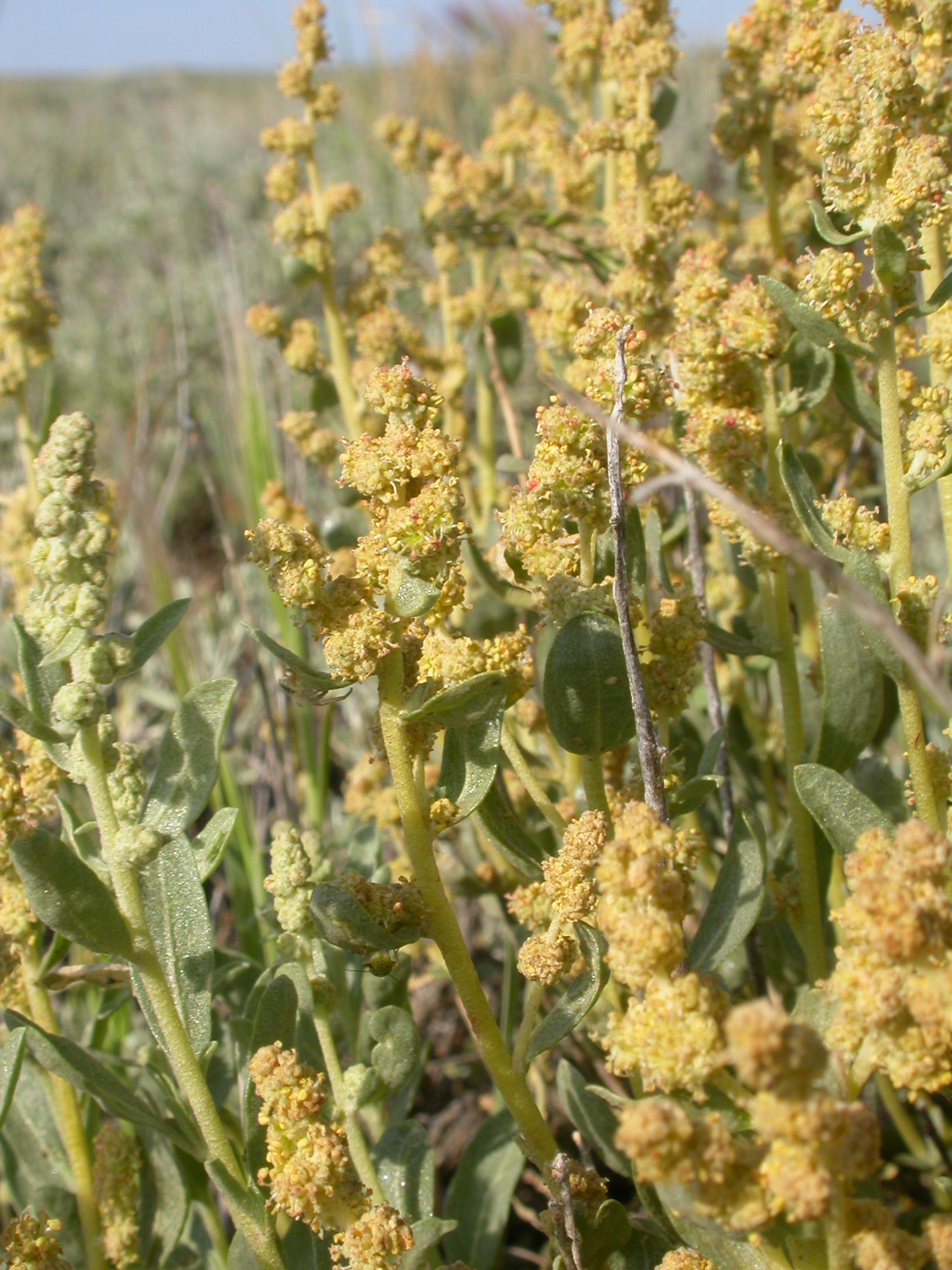
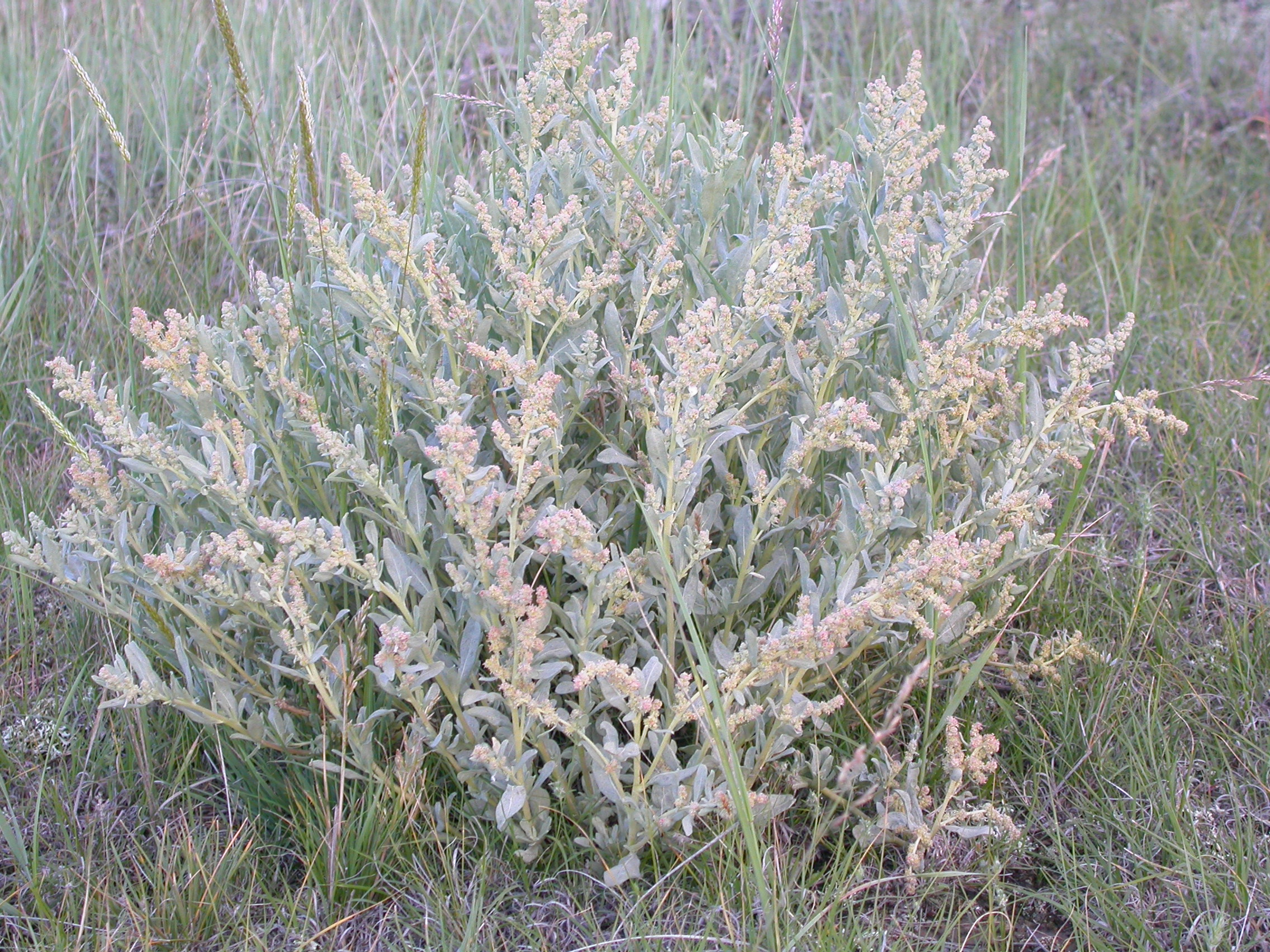
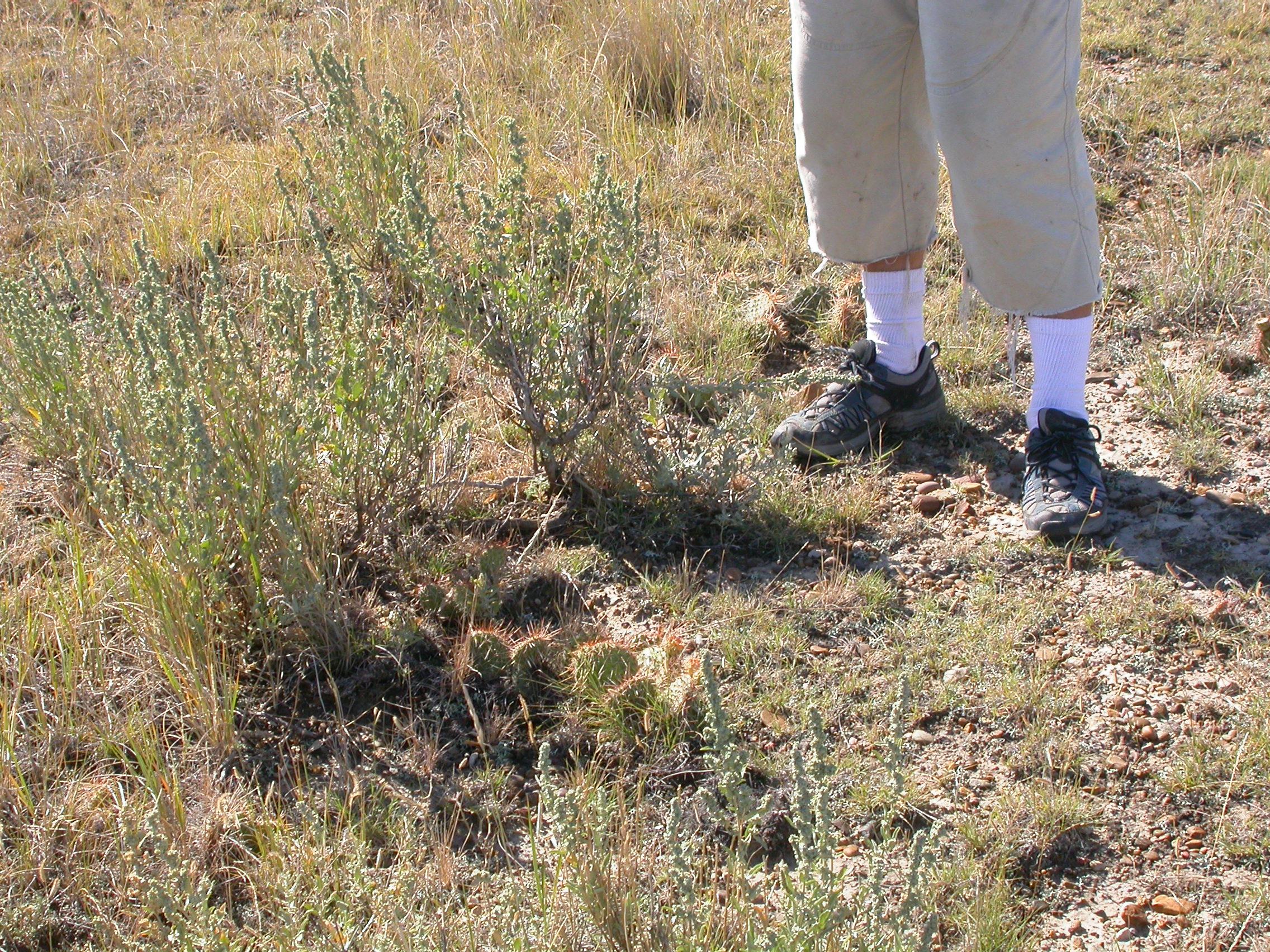
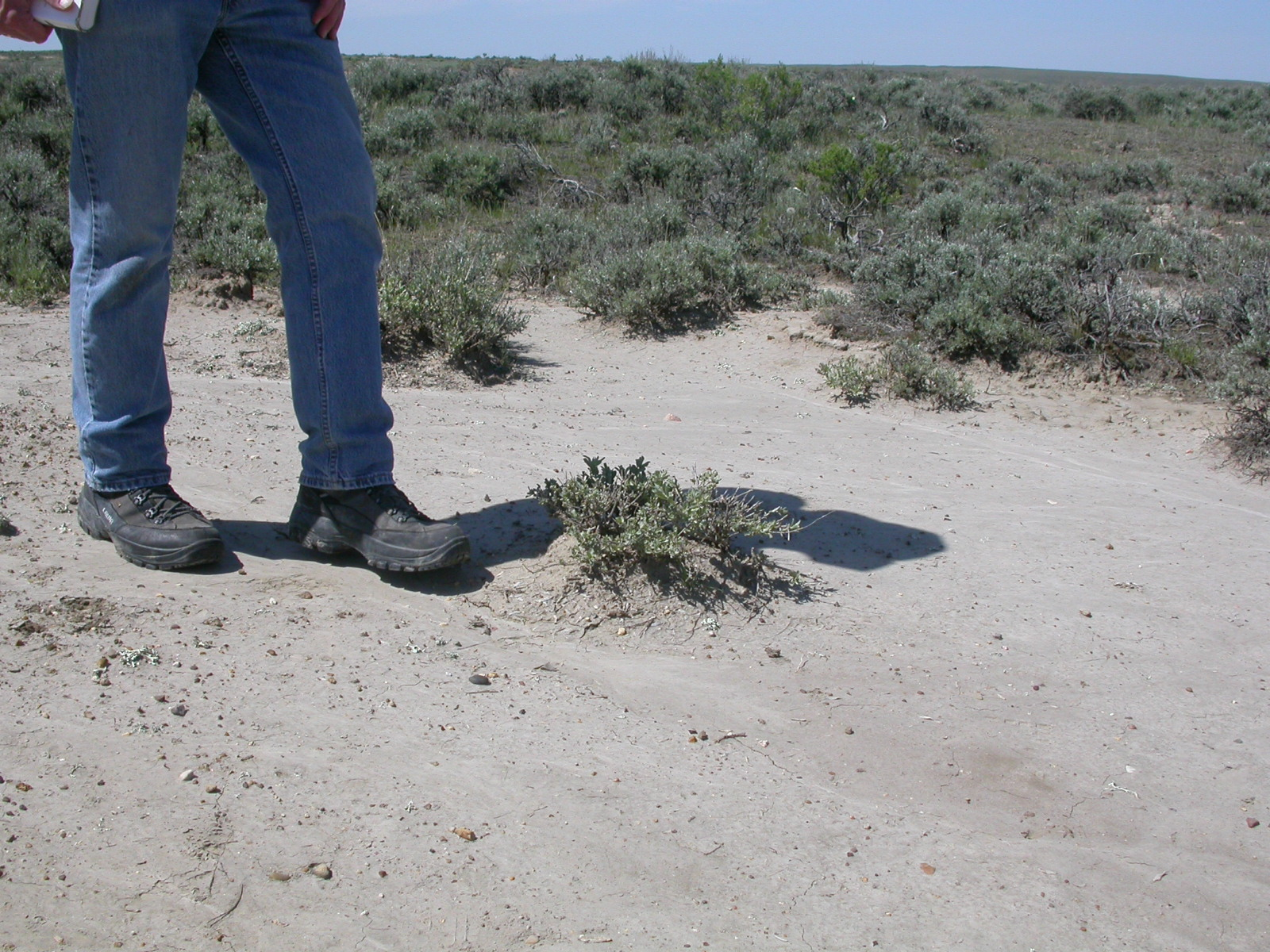
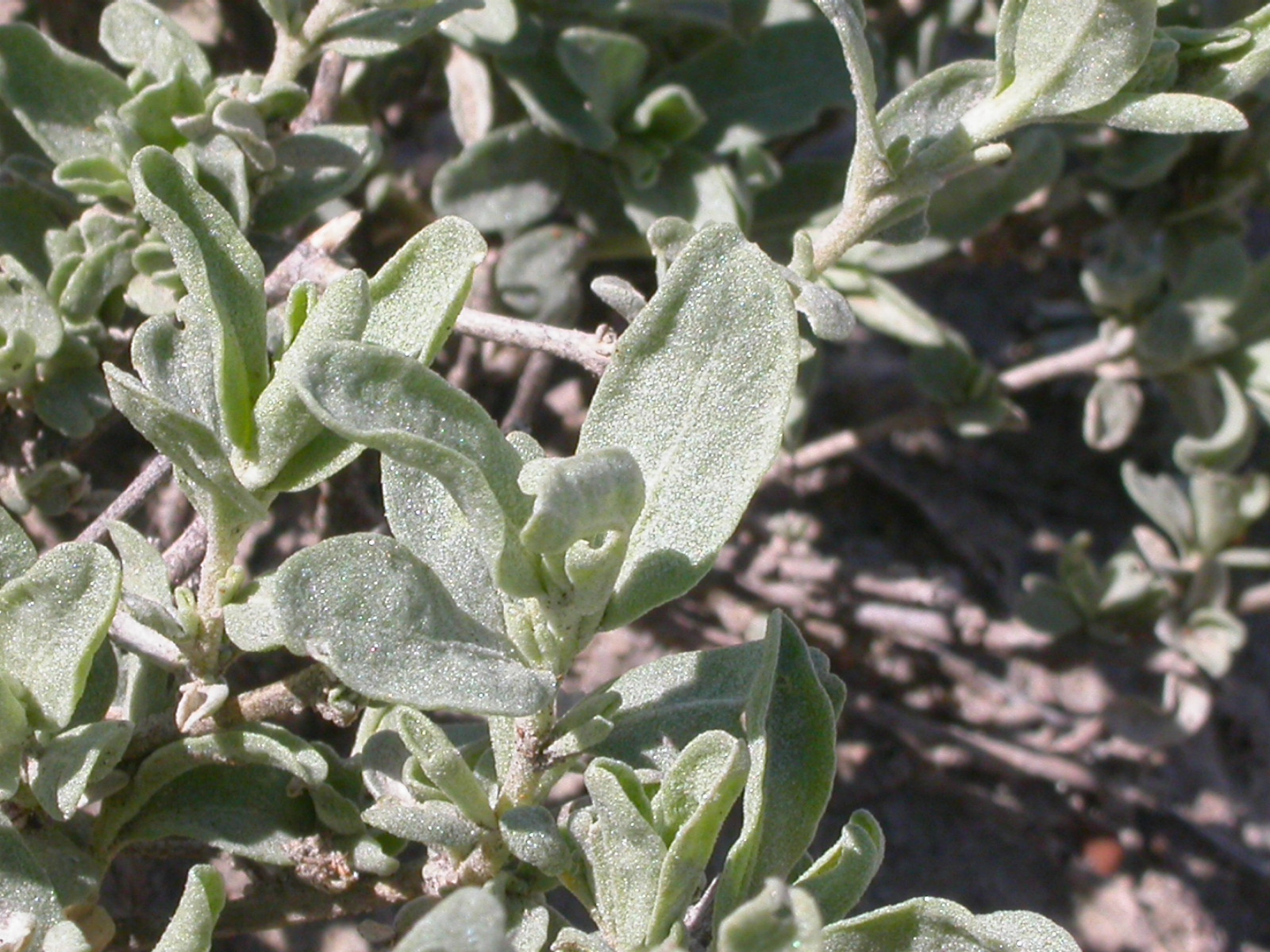
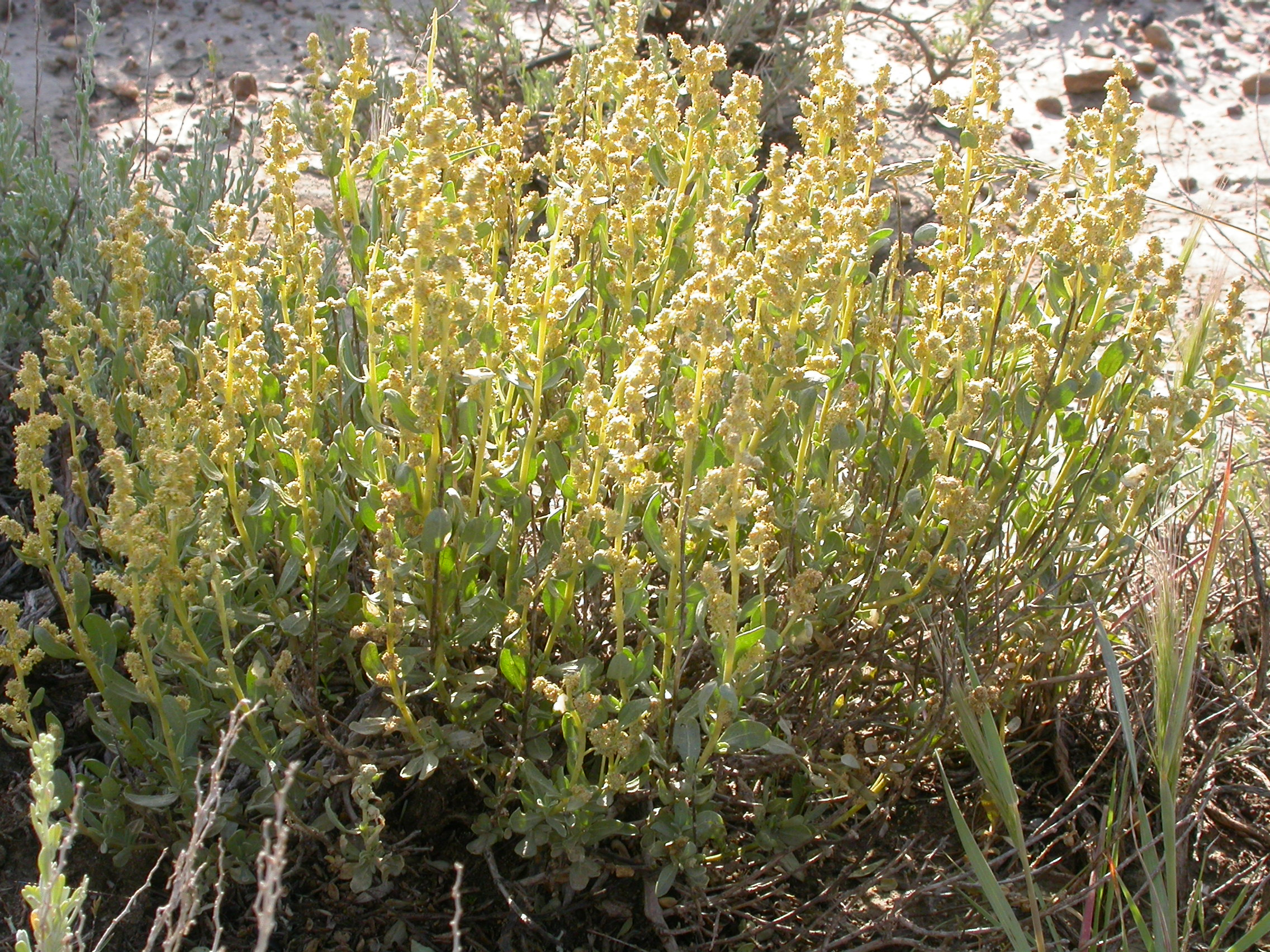